# Неа-Змирни
Не́а-Зми́рни (Неа-Смирни, греч. Νέα Σμύρνη — «Новая Смирна») — южный пригород Афин, столицы Греции. Неа-Змирни находится примерно в 5 км к юго-западу от центра Афин, примерно в 5 км к юго-западу от проспекта Кифисьяс, к западу от проспекта Вулиагменис, около 6 км к востоку от Пирея, и к северо-востоку от проспекта Посидонос, который тянется вдоль всего участка залива Сароникос Эгейского моря в городской черте.
Район состоял из сельскохозяйственных угодий с доминирующим лесным пейзажем. После греко-турецкого обмена населением в 1923 году беженцы, главным образом из Смирны (Измир сегодня), прибыли и обосновались в юго-западной части Афин, которая стала называться Неа-Смирни (Новая Смирна). Многие из её жителей, как например футбольная команда «Паниониос», переехали сюда из Смирны, превращая малозаселённый район в городской.
В основном состоит из жилых районов с несколькими бизнес-центрами, в частности, на проспекте Сингру. Его две главные улицы с 1995 года связаны развязками и дорогами, соединяющими улицу Имиту и проспект Сингру на севере. Линия афинского трамвая, пересекающая весь район с юга на север, соединяет центр Афин с берегом моря и городскими пляжами. Проезд от центральной площади района, как до центра города, так и до моря, занимает примерно пятнадцать минут.
В Неа-Смирни есть школы, лицеи, гимназии, банки, почтовые отделения, площади с большим количеством баров, кафе и магазинов.
Среди достопримечательностей выделяется кафедральный храм Агиа Фотини.
Община Неа-Смирни входит в периферийную единицу Южные Афины периферии Аттика. На севере граничит с периферийной единицей Центральными Афинами, со 2-й муниципальной общиной Афин и районом Неос-Козмосом, на востоке — с общиной Айос-Димитриос, на юге — с общиной Палеон-Фалирон, на западе — с общиной Калитея.
Мэром с 2010 года является Ставрос Дзулакис (Σταύρος Τζουλάκης).

## Города-побратимы
- Сисиан, Армения